# Sonic the Hedgehog (IDW Publishing)
Sonic the Hedgehog é uma série de história em quadrinhos americana baseada na série de vídeo-games da Sega. Ela foi lançada no dia 4 de abril de 2018 pela IDW Publishing. Este é o terceiro quadrinho licenciado a ser baseado no Sonic, sendo o primeiro o britânico Sonic the Comic da Fleetway Publications e o segundo Sonic the Hedgehog da Archie Comics. No Brasil, o quadrinho é publicado desde 2021 pela editora Novo Século sob o selo Geektopia.

## Histórico de Publicação
Em Julho de 2017, a IDW Publishing juntamente da Sega anunciaram a produção de uma nova série em quadrinhos do Sonic após o cancelamento da outra série produzida anteriormente pela Archie Comics. A nova série começou com 4 edições publicadas semanalmente em abril de 2018 passando a ser mensal no mês seguinte. Foram confirmadas as voltas do escritor Ian Flynn e do artista Tyson Hesse.
Durante a Comic Con de Nova Iorque de 2017, Ian Flynn confirmou que personagens novos e antigos apareceriam na história, levando a crer que personagens antigos dos jogos e o outro quadrinho poderiam retornar. Em 28 de Dezembro de 2017 no entanto, Ian revelou que os personagens criados para a Archie Comics estavam indisponíveis para os quadrinhos da IDW. Em janeiro de 2018, a IDW revelou que Tracy Yardley, que trabalhou nos quadrinhos da Archie Comics de Sonic, seria um dos desenhistas para a série da IDW.
No dia 14 de abril de 2020, foi anunciado que Evan Stanley, um dos artistas da série, seria o escritor.
No dia 28 de junho de 2020, duas personagens originais da série, Tangle a Lêmure e Whisper a Loba, foram anunciadas para aparecer no jogo mobile Sonic Forces: Speed Battle como parte de seus eventos, com elas aparecendo oficialmente no mês seguinte. Merchandising incluindo bonecas de pelúcia das duas também foram lançadas. Tangle também foi brevemente mencionada no jogo de 2022, Sonic Frontiers. Foi confirmado pelo gerente da história Chris Hernandez que os quadrinhos são canônicos aos jogos.
Em novembro de 2023, o editor de Sonic, David Mariotte, anunciou que a série entraria em hiato em 2024 até que a minissérie Sonic the Hedgehog: Fang the Hunter seja concluída.
No dia 3 de julho de 2024, um crossover entre a série de quadrinhos Sonic O Ouriço e uma franquia terceirizada desconhecida foi anunciado que está em andamento com mais detalhes sendo revelados nos próximos meses. Durante a Sonic Central transmitida no dia 24 de setembro, foi anunciado que a franquia Sonic faria crossover com o Universo DC em uma minissérie de 5 edições escrita por Ian Flynn que teria a Equipe Sonic cooperando com a Liga da Justiça. O quadrinho foi publicado em março de 2025 e irá durar até julho do mesmo ano.
No dia 25 de abril de 2025, a IDW Publishing começou a lançar a série de quadrinhos na plataforma sul-coreana Webtoon.

## Enredo
A história se passa após os acontecimentos de Sonic Forces e segue as aventuras de Sonic e seus amigos enquanto eles enfrentam o Doutor Eggman e outros vilões.
Após o fim da guerra, Eggman genuinamente perdeu sua memória e acabou numa vila remota onde ele assumiu o apelido mais amigável de Senhor Tinker. Sonic descobre que Neo Metal Sonic é quem está liderando os Badniks que planeja dominar o mundo no lugar do Eggman. Enquanto Sonic e seus amigos enfrentam Neo Metal Sonic e seu exército na Angel Island, um admirador do Eggman chamado Doutor Starline sequestra Senhor Tinker e sucessivamente o reverte de volta para Doutor Eggman após o derrotado Metal Sonic voltar pra ele.
O próximo esquema do Doutor Eggman envolve o Metal Vírus que torna material orgânico em robôs irracionais chamados "Zombots" mas rapidamente sofre mutações fora de seu controle. Starline traz os Deadly Six na esperança de que eles possam controlar os Zombots mas eles o traem. Isso leva a um desentendimento entre Starline e Eggman e força a pedir ajuda a Sonic e seus amigos que curassem o mundo.
Mais tarde, Sonic e companhia decidem consertar E-123 Omega cujo corpo foi destruído durante a praga. Sonic e Tails investigam uma base do Doutor Eggman para encontrar as plantas enquanto que Rouge, Amy, Cream e Cheese entram numa competição para ganhar peças; o antigo grupo descobre uma Badnik pacífica criado pelo Senhor Tinker chamada Belle enquanto o último entra em conflito com o ex-chefe do crime Clutch. Enquanto isso, Doutor Starline, que esperar ganhar de volta o respeito do Doutor Eggman e se unir de novo a ele por provar a sua superioridade, monta seus próprios planos em prática por se aliar a vilões como Zavok e espreitar os amigos do Sonic. Zavok reune os Deadly Six e atacam a base da Restauração mas são derrotados e banidos para seu lar de Lost Hex.
Dos dados biológicos que ele coletou de Sonic e Tails, Starline cria Surge e Kitsunami, dois ciborgues destinados a substituí-los e acabar com o status quo entre Sonic e Eggman. Ao saber que os vem condicionando e apagando suas memórias para criar suas personalidades e sendo incapaz de encontrar qualquer vestígio de seu passado, Surge e Kit juram destruir todos os heróis e vilões. Starline, desatento, se move para realizar sua visão conquistando a nova capital do Império Eggman, a Eggperial City, que está se expandindo até cobrir o planeta inteiro e atrai Sonic, Tails e Belle pra lá. Entretanto, Doutor Eggman derrota Starline e o deixa pra morrer enquanto Kit foge com Surge a reboque após várias derrotas a incapacitarem. O próprio Doutor Eggman é subsequentemente derrotado e a Eggperial City é destruída pela Restauração e seus aliados.
Clutch, buscando reviver seu império criminoso, contrata Mimic, Rough e Tumble como também Surge e Kit para se infiltrar na restauração para que possa lucrar com eles. No entanto, Clutch patrocina uma competição de Extreme Gear e manda seus trabalhadores adulterarem as Extreme Gears de Sonic, Tails e Amy para que sejam desclassificados mas o trio começa a suspeitar e Eggman lhes oferece a ajudar para que descubram quem está usando sua tecnologia, ao mesmo tempo em que zomba dele. Sonic interrompe a corrida como Phantom Rider para causar distração enquanto Tails e Amy possam resolver o mistério. Eventualmente uma série de contratempos incluindo a tentação de Surge se tornar uma verdadeira heroína, expõe as cores verdadeiras de Clutch que coloca Central City em perigo para que ele possa escapar mas falha pelos esforços combinados de Sonic, Surge e Eggman. Os heróis com a ajuda dos Ladrões da Babilônia sacrificam o QG da Restauração para salvar a cidade enquanto Mimic, Surge e Kit se escondem e Eggman captura Clutch.

## Publicações

### Principal
| Título                                             | Edição(ões) | Data de início         | Data de término        | Nota |
| -------------------------------------------------- | ----------- | ---------------------- | ---------------------- | --- |
| Sonic the Hedgehog                                 | 1–          | 4 de abril de 2018     | —                      | Começou as publicações semanais em abril de 2018 e depois se tornou mensal em maio de 2018. Conta com Sonic, Tails e seus amigos lutando contra o exército do Doutor Eggman e outros inimigos. A série se passa após os eventos de Sonic Forces. |
| Sonic the Hedgehog: Tangle & Whisper               | 0–4         | 24 de abril de 2019    | 11 de dezembro de 2019 | Minissérie e spin-off da série principal que conta as aventuras de duas personagens originais favoritas dos fãs da série principal, Tangle a Lêmure e Whisper a Loba.                                                                            |
| Sonic the Hedgehog: Bad Guys                       | 1–4         | 7 de outubro de 2020   | 16 de dezembro de 2020 | Minissérie e spin-off da série principal centrado no Doutor Starline e sua equipe de vilões que consiste em Zavok, Mimic e a dupla Rough e Tumble.                                                                                               |
| Sonic the Hedgehog: Imposter Syndrome              | 1–4         | 17 de novembro de 2021 | 11 de maio de 2022     | Minissérie e spin-off da série principal focado no Doutor Eggman e Doutor Starline junto de novos personagens antagonistas Surge a Tenrec e Kitsunami "Kit" o Feneco.                                                                            |
| Sonic the Hedgehog: Scrapnik Island                | 1–4         | 19 de outubro de 2022  | 18 de janeiro de 2023  | Minissérie de horror psicológico e spin-off da série principal focado no Sonic e Tails encurralados numa ilha cheia de Badniks abandonados que se autodenominam de "Scrapniks".                                                                  |
| Sonic the Hedgehog: Fang the Hunter                | 1–4         | 17 de janeiro de 2024  | 1º de maio de 2024     | Uma minissérie que se passa na era clássica e apresenta Fang O Caçador e seu grupo mercenário, os Hooligans. Esta minissérie é um prólogo ao jogo Sonic Superstars.                                                                              |
| DC x Sonic the Hedgehog (publicado pela DC Comics) | 1–5         | 19 de março de 2025    | 16 de julho de 2025    | Um crossover com o Universo DC e Sonic the Hedgehog onde a Liga da Justiça une forças com Sonic e seus amigos para impedir o malvado Darkseid.                                                                                                   |

### One-shots
| Título                                                 | Data de publicação     | Nota |
| ------------------------------------------------------ | ---------------------- | --- |
| Team Sonic Racing                                      | 5 de dezembro de 2018  | Um quadrinho prólogo ao jogo do Sonic de 2019, Team Sonic Racing.                                                                                     |
| Sonic the Hedgehog Annual 2019                         | 1º de maio de 2019     | Um quadrinho edição anual que contém 5 histórias novas.                                                                                               |
| Sonic the Hedgehog Halloween ComicFest 2019            | 26 de outubro de 2019  | Um quadrinho edição especial do Halloween ComicFest que contém uma reimpressão de Fallout Parte 1.                                                    |
| Sonic the Hedgehog Annual 2020                         | 8 de julho de 2020     | Um quadrinho edição anual que contém 6 novas histórias que se passa durante os eventos da saga Metal Vírus.                                           |
| Sonic the Hedgehog 30th Anniversary Special            | 23 de junho de 2021    | Um quadrinho one-shot especial em comemoração dos 30 anos da série Sonic the Hedgehog.                                                                |
| Sonic the Hedgehog Free Comic Book Day 2021            | 14 de agosto de 2021   | Um quadrinho edição especial do Free Comic Book Day.                                                                                                  |
| Sonic the Hedgehog 2: The Official Movie Pre-quill     | 5 de abril de 2022     | Um quadrinho prólogo ao filme de 2022. |
| Sonic the Hedgehog Free Comic Book Day 2022            | 7 de maio de 2022      | Um quadrinho edição especial do Free Comic Book Day.                                                                                                  |
| Sonic the Hedgehog Annual 2022                         | 17 de agosto de 2022   | Um quadrinho edição anual que contém 6 novas histórias sobre emparelhamentos ímpares.                                                                 |
| Sonic the Hedgehog: Tails' 30th Anniversary Special    | 16 de novembro de 2022 | Um quadrinho one-shot especial que comemora os 30 anos de Miles "Tails" Prower.                                                                       |
| Sonic the Hedgehog: 5th Anniversary Edition            | 5 de abril de 2023     | Um quadrinho one-shot especial que comemora os 5 anos de publicação da série de quadrinhos Sonic the Hedgehog da IDW.                                 |
| Sonic the Hedgehog: Endless Summer                     | 30 de agosto de 2023   | Parte do evento "Verão sem Fim da IDW" |
| Sonic the Hedgehog's 900th Adventure                   | 13 de setembro de 2023 | Um quadrinho one-shot especial que comemora toda a história em quadrinhos Sonic the Hedgehog que inclui as eras da Fleetway e Archie.                 |
| Sonic the Hedgehog: Amy's 30th Anniversary Special     | 27 de setembro de 2023 | Um quadrinho one-shot especial que comemora os 30 anos da Amy Rose.                                                                                   |
| Sonic the Hedgehog: Halloween Special                  | 11 de outubro de 2023  | Um quadrinho one-shot especial de Halloween focado na equipe Chaotix (Vector, Espio e Charmy Bee) da série Sonic the Hedgehog.                        |
| Sonic the Hedgehog: Winter Jam                         | 13 de dezembro de 2023 | Um quadrinho one-shot especial de inverno focado em Sonic e companhia competindo por uma Esmeralda do Caos.                                           |
| Sonic the Hedgehog: Spring Broken                      | 26 de junho de 2024    | Um quadrinho one-shot especial de primavera. |
| Sonic the Hedgehog Annual 2024                         | 9 de outubro de 2024   | Um quadrinho edição anual. |
| Sonic the Hedgehog: Knuckles' 30th Anniversary Special | 20 de novembro de 2024 | Um quadrinho one-shot especial que comemora os 30 anos de Knuckles O Equidna. Este one-shot se passa após os acontecimentos do jogo Sonic Superstars. |
| Sonic the Hedgehog: Chaotix's 30th Anniversary Special | 24 de setembro de 2025 | Um quadrinho one-shot especial que comemora os 30 anos dos Chaotix.                                                                                   |
| Sonic the Hedgehog: Chasing Shadows                    | 4 de março de 2026     | Um quadrinho one-shot especial estrelando Shadow O Ouriço.                                                                                            |

### Graphic novel
| Título                                                          | Data de publicação   | Nota                                                                                |
| --------------------------------------------------------------- | -------------------- | ----------------------------------------------------------------------------------- |
| Sonic the Hedgehog 30th Anniversary Celebration: Deluxe Edition | 6 de outubro de 2021 | Uma graphic novel estrelado pelo Sonic clássico como parte dos 30 anos da franquia. |

### Reimpressões

#### Formato trade paperbacks
- Sonic the Hedgehog, Vol. 1: Fallout! (18 de setembro de 2018): reimpressão das edições nº 1–4
- Sonic the Hedgehog, Vo. 2: The Fate of Dr. Eggman (19 de fevereiro de 2019): reimpressão das edições nº 5–8
- Team Sonic Racing Plus Deluxe Turbo Championship Edition (22 de maio de 2019): reimpressão da história destacada em Team Sonic Racing One-Shot que também inclui conteúdos bônus
- Sonic the Hedgehog: Bonds of Friendship (2019): uma coleção escolar exclusiva de algumas edições reimpressas na série de quadrinhos Sonic the Hedgehog
- Sonic the Hedgehog, Vol. 3: Battle For Angel Island (23 de julho de 2019): reimpressão das edições nº 9–12
- Sonic the Hedgehog, Vol. 4: Infection (3 de setembro de 2019): reimpressão das edições nº 13–16
- Sonic the Hedgehog: Tangle & Whisper (14 de abril de 2020): reimpressão das edições nº 1–4 de Tangle & Whisper e o Anual de 2019
- Sonic the Hedgehog, Vol. 5: Crisis City (11 de fevereiro de 2020): reimpressão das edições nº 17–20
- Sonic the Hedgehog, Vol. 6: The Last Minute (23 de junho de 2020): reimpressão das edições nº 21–24
- Sonic the Hedgehog, Vol. 7: All or Nothing (8 de dezembro de 2020): reimpressão das edições nº 25–29
- Sonic the Hedgehog, Vol. 8: Out of the Blue (30 de março de 2021): reimpressão das edições nº 30–32 e o Anual de 2020
- Sonic the Hedgehog: Bad Guys (11 de maio de 2021): reimpressão das edições nº 1–4 de Os Caras Maus
- Sonic the Hedgehog, Vol. 9: Chao Races & Badnik Bases (11 de janeiro de 2022): reimpressão das edições nº 33–36
- Sonic the Hedgehog, Vol. 10: Test Run! (22 de março de 2022): reimpressão das edições nº 37–40
- Sonic the Hedgehog, Vol. 11: Zeti Hunt! (7 de junho de 2022): reimpressão das edições nº 41–44
- Sonic the Hedgehog, Vol. 12: Trial by Fire (13 de setembro de 2022): reimpressão das edições nº 45–49
- Sonic the Hedgehog: Imposter Syndrome (11 de outubro de 2022): reimpressão das edições nº 1–4 de Síndrome do Impostor
- Sonic the Hedgehog, Vol. 13: Battle for the Empire (7 de fevereiro de 2023): reimpressão das edições nº 50–51, o Free Comic Book Day 2022 e o Anual de 2022
- Sonic the Hedgehog, Vol. 14: Overpowered (20 de junho de 2023): reimpressão das edições nº 52–56
- Sonic the Hedgehog: Scrapnik Island (29 de agosto de 2023): reimpressão das edições nº 1–4 de Scrapnik Island
- Sonic The Hedgehog: Seasons of Chaos (10 de outubro de 2023): reimpressão do Especial de 30 anos do Sonic e do Free Comic Book Day 2021
- Sonic the Hedgehog, Vol. 15: Urban Warfare (24 de outubro de 2023): reimpressão das edições nº 57–61
- Sonic the Hedgehog, Vol. 16: Misadventures (23 de abril de 2024): reimpressão das edições nº 62–66
- Sonic the Hedgehog, Vol. 17: Adventure Awaits (22 de outubro de 2024): reimpressão das edições nº 67–68, os especiais Verão Sem Fim, 900ª Aventura e de Halloween
- Sonic the Hedgehog: Fang The Hunter (19 de novembro de 2024): reimpressão das edições nº 1–4 de Fang O Caçador
- Sonic the Hedgehog, Vol. 18: Extreme Competition (22 de abril de 2025): reimpressão das edições nº 69–71, os especiais Winter Jam e Spring Broken
- Sonic the Hedgehog, Vol. 19: Collision Course (19 de agosto de 2025): reimpressão das edições nº 72–75
- Sonic the Hedgehog, Vol. 20: Cause & Effect (2 de dezembro de 2025): reimpressão das edições nº 76–78 e do Anual de 2024

#### The IDW Collection
- Sonic the Hedgehog: The IDW Collection, Vol. 1 (8 de junho de 2021): reimpressão das edições nº 1–12
- Sonic the Hedgehog: The IDW Collection, Vol. 2 (15 de março de 2022): reimpressão das edições nº 13–20, o Anual de 2019 e a minissérie Tangle & Whisper
- Sonic the Hedgehog: The IDW Collection, Vol. 3 (14 de março de 2023): reimpressão das edições nº 21–32 e o Anual de 2020
- Sonic the Hedgehog: The IDW Collection, Vol. 4 (12 de março de 2024): reimpressão das edições nº 33–40 e a minissérie Os Caras Maus
- Sonic the Hedgehog: The IDW Collection, Vol. 5 (18 de março de 2025): reimpressão das edições nº 41–50 e a minissérie Síndrome do Impostor

#### On The Go
- Sonic the Hedgehog: On The Go, Vol. 1 (30 de setembro de 2025): reimpressão das edições 1–12
- Sonic the Hedgehog: On The Go, Vol. 2 (10 de fevereiro de 2026): reimpressão das edições 13–20, o Anual de 2019 e as edições 1–4 de Tangle & Whisper

#### Compilados
- Sonic the Hedgehog: Sonic & Tails: Best Buds Forever (23 de fevereiro de 2022): reimpressão das histórias das edições nº 1, nº 13, nº 34 e nº 35
- Sonic the Hedgehog: Knuckles' Greatest Hits (24 de outubro de 2023): reimpressão das edições nº 3, nº 10, nº 11, as histórias do Free Comic Book Day 2022 e do Anual de 2022 com a participação de Knuckles
- Sonic The Hedgehog: Best Of Shadow (22 de janeiro de 2025): reimpressão das edições nº 6, nº 36, nº 59 e nº 61 com a participação de Shadow

### Coleções
- Sonic the Hedgehog Box Set: Contém as edições nº1-4
- Sonic The Hedgehog: The IDW Comic Art Collection (24 de outubro de 2023): coleção que contém várias peças de arte através dos quadrinhos e artes conceituais de personagens originais da IDW

### Outros
- Sonic The Hedgehog: Sonic Prime, Vol. 1 (13 de maio de 2025): contém adaptações dos dois primeiros episódios de Sonic Prime
- Sonic The Hedgehog: Sonic Prime, Vol. 2 (21 de outubro de 2025): contém adaptações dos episódios 3, 4 e 5 de Sonic Prime

### Cancelado
- Sonic The Hedgehog: Tangle & Whisper Boxset: seria contido as edições nº 1–4 em uma maleta colecionável

## Personagens
- Sonic the Hedgehog
- Miles "Tails" Prower
- Knuckles the Echidna
- Amy Rose
- Dr. Eggman
- Orbot e Cubot
- Blaze the Cat
- Vector the Crocodile
- Espio the Chameleon
- Charmy Bee
- Shadow the Hedgehog
- Rouge the Bat
- Metal Sonic
- Silver the Hedgehog
- Cream the Rabbit
- Vanilla the Rabbit
- Gemerl

### Outros
- Tangle the Lemur
- Rough e Tumble
- Whisper the Wolf
- Dr. Starline
- Surge the Tenrec
- Kitsunami the Fennec
- Belle the Tinkerer
- Jewel the Beetle
- Mimic
- Lanolin the Sheep
- Clutch the Opossum